# Alessandro De Pol
Alessandro De Pol, detto Sandrino, detto Manera, "mannaia" in dialetto triestino (Trieste, 15 luglio 1972), è un ex cestista e allenatore di pallacanestro italiano.
Ala di 204 centimetri per circa 107 chili di peso, è stato fino alla stagione 2007-08 capitano della Pallacanestro Varese.

## Carriera

### Club
Ha cominciato a praticare la pallacanestro nelle squadre giovanili della Pallacanestro Trieste Stefanel, dove vince il titolo italiano Juniores nel 1989. L'allenatore della prima squadra Bogdan Tanjević, chiamato anni prima dal presidente della società e sponsor principale, decide di puntare sui giovani e fa esordire de Pol nel massimo campionato di A1 l'anno successivo.
Il campionato 1993-94 resta uno dei migliori per la Stefanel Trieste e per De Pol: dopo aver collezionato un secondo posto nella Coppa Korać perdendo nella finale il PAOK Salonicco, la squadra viene eliminata alle semifinali scudetto dalla Scavolini Pesaro dopo una memorabile gara tre giocata a Pesaro e persa dalla Stefanel per una serie di canestri da tre punti segnati da un giovanissimo Carlton Myers.

De Pol alla Stefanel Milano

Nel 1994 la proprietà decide di trasferire l'intera squadra a Milano, De Pol segue a malincuore la società, che con il medesimo organico (fatta eccezione per la guardia Portaluppi) vincerà lo scudetto e la Coppa Italia nel 1996 ed otterrà due secondi posti nelle Coppe Korać del 1995 e del 1996. De Pol era una delle colonne della squadra, avendo giocato con gli stessi compagni per quasi dieci anni.
Nella stagione 1997-98 decide di cambiare squadra e va a raggiungere il concittadino Gianmarco Pozzecco alla Pallacanestro Varese. La squadra allenata da Carlo Recalcati è improntata attorno al genio ed alla sregolatezza dello stesso Pozzecco e alla testa di un giovane Andrea Meneghin.
Dopo una stagione di assestamento, De Pol è uno degli artefici della vittoria dello scudetto della stella (il decimo) della Pallacanestro Varese nel 1999. Quella stessa estate rivede buona parte degli ex compagni della Stefanel nella Nazionale affidata proprio al coach montenegrino Tanjević; spedizione che terminerà con un memorabile titolo europeo, il più recente della Nazionale italiana di pallacanestro.
Nel luglio 1999, De Pol si trasferisce alla Virtus Roma: nonostante il contratto fosse quinquennale, la sua permanenza nella capitale dura una sola stagione.
L'anno successivo (campionato 2000-01) è quello del trasferimento del giocatore a Bologna sponda Fortitudo, dove ha ritrovato Andrea Meneghin. Anche quest'esperienza tuttavia termina dopo una stagione.
Dopo una parentesi nella Liga ACB (il massimo campionato di basket spagnolo) con la maglia del Gran Canaria, nel 2002 Sandrino De Pol torna a Varese dove ha il compito di fare da guida ad un gruppo di giovani.
Negli ultimi anni la società varesina non riesce a ricreare quella forza che la portò a vincere lo scudetto del 1999. De Pol, capitano della squadra durante la stagione 2007-2008, reincontra il vecchio amico Meneghin.
Dopo il prematuro ritiro del figlio d'arte per gravi problemi fisici, la squadra varesina ha terminato la stagione nel peggiore dei modi: nonostante l'impegno del suo capitano, non si è potuta evitare la retrocessione in Legadue.
Il gm di Varese Francesco Vescovi non ha confermato De Pol che così, dopo otto anni, lascia Varese approdando ai Crabs Rimini in Legadue per la sua diciannovesima stagione a livello professionistico.
Il 27 giugno 2009, con un'intervista, annuncia il suo ritiro per intraprendere la carriera di allenatore.
Inizia con la Tezenis Verona dove per la stagione 2009-10 ha fatto il vice di Pippo Faina nel campionato di Serie A Dilettanti, poi diventa capo-allenatore in terza serie a Castelletto Ticino, quindi torna ricoprire il ruolo di vice a Verona, dove assiste coach Ramagli in Legadue.
Nella stagione 2015-2016 torna a Trieste per allenare le giovanili dell'ASD BaskeTrieste.

### Nazionale
Esordio: 14 ottobre 1993, Brindisi  Italia -  Lettonia 100-70.
Con la maglia della Nazionale azzurra ha disputato complessivamente 137 gare, segnando 692 punti ed ha ottenuto le seguenti vittorie:
- 1994 ARGENTO ai Goodwill Games
- 1999 ORO ai Campionati Europei
- 2003 BRONZO ai Campionati Europei

Ha inoltre disputato:
- Campionato Mondiale 1998

## Telecronista sportivo
Da alcuni anni a questa parte lavora come commentatore tecnico per le partite di Serie A, Coppa Italia e FIBA Champions League per il canale Rai Sport, facendo coppia col giornalista sportivo Maurizio Fanelli o, più raramente, con Edi Dembinski.

## Palmarès

### Club
- Campionato italiano: 2

Olimpia Milano: 1995-96
Pall. Varese: 1998-1999
- Coppa Italia: 1

Olimpia Milano: 1996

### Nazionale
- Europei: 
 Francia 1999
 Svezia 2003
- Goodwill Games

 San Pietroburgo 1994